# Воронцовское сельское поселение (Воронежская область)
Воронцовское сельское поселение — муниципальное образование в Павловском районе Воронежской области.
Административный центр — село Воронцовка.

## Административное деление
В состав поселения входят:
- село Воронцовка,
- посёлок Новенький.